# Sokos Hotel Presidentti

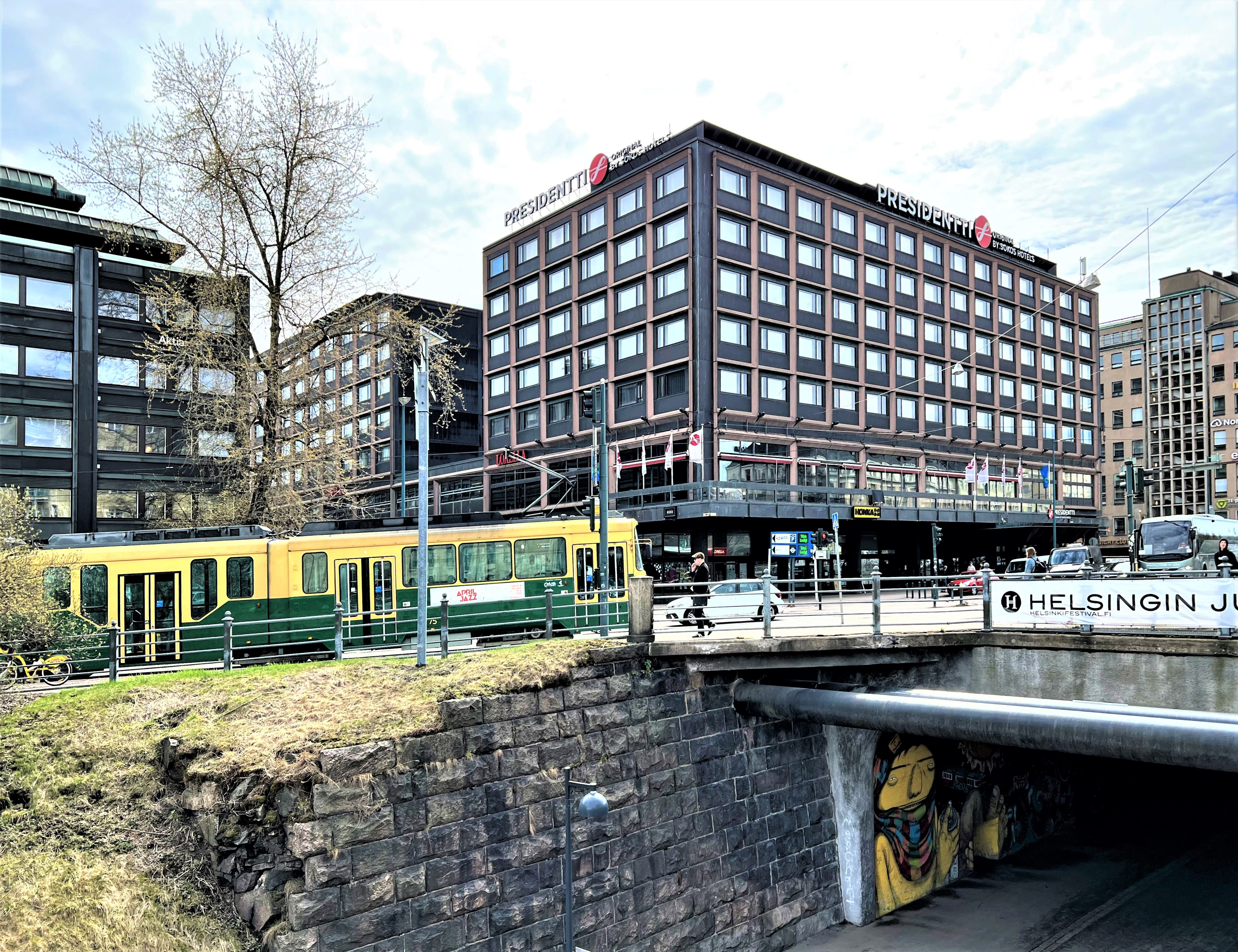
Sokos Hotel Presidentti vid Banan.

Sokos Hotel Presidentti är ett hotell beläget i Kampen i Helsingfors, vilket ingår i hotellkedjan Sokos Hotels. Det ligger norr om Kampens centrum och täcker helt kvarteret mellan Salomonsgatan, Olofsgatan, Södra Järnvägsgatan och Jakobsgatan.
Hotellet ritades av Jaakko Kontio, Kalle Räike och Seppo Kilpiä och öppnade 1980. Det var då Nordens näst största hotell..
Byggnaden ägdes ursprungligen av Osuusliike Elanto och drevs Av Ramada-kedjan. På bottenvåningen i byggnaden låg biograferna Kosmos 1 och 2, som främst visade sovjetiska filmer av Kosmos-Filmi. Lokalerna har senare byggts om till auditorium.
När Elantos och Helsingfors kooperativa verksamhet slogs samman till HOK-Elanto, blev hotellet 2005 en del av Sokos Hotels-kedjan i S-gruppen.

## Historik
På platsen låg tidigare Åbo kaserns lager och häststall. Senare var den södra delen en del av Helsingfors busstation och på den norra delen låg en bensinstation. Byggare av hotellet var Osuusliike Elanto, Polar-rakennusyhtiöt, Rakennustyöväen liitto och den kommunistägda resebyrån Lomamatkat Oy.